# Carlo De Benedetti
Pour les articles homonymes, voir Benedetti.
Carlo De Benedetti (ou Carlo Debenedetti selon son acte de naissance), né le 14 novembre 1934 à Turin) est un chef d'entreprise italien naturalisé suisse, ancien président, entre autres, du groupe informatique Olivetti.

## Biographie
Carlo De Benedetti, né Debenedetti est le fils de l'industriel turinois Rodolfo Debenedetti. Son frère, Franco Debenedetti, est devenu sénateur. En 1943, victime des lois raciales fascistes antisémites, la famille Debenedetti se réfugie en Suisse où il obtient l'asile politique et la double nationalité.
À la fin de la Seconde Guerre mondiale, la famille fait son retour en Italie et le jeune Carlo Debenedetti entre à la l'Ecole polytechnique de Turin le Politecnico de Turín et obtient le diplôme d'ingénieur électrotechnique en 1958. Après son service militaire comme simple soldat car antimilitariste, il épouse Mita Crosetti, fille d'un éminent cardiologue turinois. En 1959, son père, Rodolfo Debenedetti, descendant d'une riche famille d'industriels et de banquiers, l'embauche dans sa société, la Compagnia Italiana Tubi Metallici Flessibili, qu'il avait fondée en 1921.
En 1972, avec son frère Marco, il prend le contrôle de la société Gilardini, une société spécialisée dans l'immobilier, cotée à la Bourse de Milan. Les deux frères la transforment en une holding, spécialisée dans l'industrie mécanique et les composants automobiles. Carlo De Benedetti en devient Président et CEO, poste qu'il conservera jusqu'en 1976. En 1974, il devient Président de l'Union des Industriels de Turin (nomination voulue par les frères Gianni et Umberto Agnelli (patrons du groupe FIAT) car il s'était fait remarquer par son habileté à négocier avec les syndicats communistes).
En 1976, il est recruté par Umberto Agnelli, son ancien camarade de classe (à San Giuseppe, huitième année, quatrième et cinquième lycée) et nommé, le 4 mai 1976, administrateur délégué (CEO de nos jours) du groupe FIAT à qui il échange sa participation dans Gilardini (60 %) contre 5 % de FIAT, actions cédées par la holding IFI. Son recrutement chez FIAT coïncide avec l'élection d'Umberto Agnelli comme sénateur. Après seulement quatre mois, à la suite de divergences stratégiques avec Gianni Agnelli, toujours Président du groupe FIAT, il quitte son poste le 2 août 1976.
Carlo De Benedetti a donné sa version des événements à plusieurs reprises. La dernière fois qu'il s'est exprimé sur le sujet remonte, après le décès des deux frères Agnelli, à l'occasion d'une conférence de presse, le 26 janvier 2009, au Palais Mezzanotte, au cours de laquelle il a annoncé sa démission de la présidence de toutes les entreprises qui avait fondées. Il soutenait que les différences avec l'Avv. Gianni Agnelli résidaient dans la forte hésitation de la famille Agnelli à réduire drastiquement le nombre de salariés dans la branche automobile. L'ingénieur De Benedetti, poursuivant son discours, rappelle que ces choix difficiles ont néanmoins été faits par le Lingotto, (c'est ainsi que l'on appelle la direction de FIAT en Italie), quatre ans plus tard ; mais après avoir subi d'énormes pertes (une « cargaison » d'argent, selon ses propres termes).
En novembre 1976, il prend le contrôle de la holding italienne diversifiée CIR - Compagnie Industriali Riunite S.p.A., qui comprend dans son portefeuille, trois branches:
- médias - GEDI Gruppo Editoriale S.p.A. : 14 journaux locaux et le quotidien national La Repubblica, plusieurs magazines dont le plus connu, l'hebdomadaire L'Espresso, 3 stations de radio nationales (Radio Deejay, Radio Capital et M2O), une division numérique et un concessionnaire publicitaire
- composants automobiles - SOGEFI S.p.A., un des principaux opérateurs mondiaux dans 3 secteurs d'activité : la filtration de l'air, le refroidissement et les composants de suspension,
- santé - KOS, fondé en 2002 sous le nom de Holding Sanità e Servizi S.p.A., gère 78 maisons de retraite Anni Azzurri et centres de rééducation Santo Stefano, fournit des technologies médicales de diagnostics et thérapeutiques via sa filiale Medipass et gère 2 importants hôpitaux anticancéreux au Royaume-Uni. KOS emploie 5 000 personnes.

En 1978, il est nommé président du groupe Olivetti, poste qu'il conserve jusqu'en 1996
Dans les années 1980, il est l'un des fondateurs de la Table ronde des industriels européens dont il est vice-président jusqu'en 2004. En 1985, il devient membre du Comité consultatif européen de la Bourse de New York.
En 1995, il fonde Omnitel et Infostrada, deux futurs acteurs majeurs des télécommunications italiennes.
En 1997, il fonde le Gruppo Editoriale l'Espresso (Groupe éditorial l'Espresso), en réunissant le magazine l'Espresso et le quotidien La Repubblica, dont il détient 52,5 % des actions. Il en quitte la présidence en 2009.
Il a aussi été Président de la holding Cerus et actionnaire de Valeo.
Il a été surnommé condottiere lors de l'affaire de la Société générale de Belgique.

## Les affaires

### SME S.p.A.
En 1985, pour respecter les impositions de la Commission européenne sur la concurrence, Romano Prodi doit privatiser la holding tentaculaire de l'État italien, l'IRI, dont il est le Président, et sa filiale, la holding alimentaire la SME S.p.A.. Carlo De Benedetti, alors Président du groupe CIR - Compagnie Industriali Riunite S.p.A., se porte acquéreur d'une des branches de la SME, le groupe Buitoni, pour près de 500 milliards de £ires. Mais la vente est annulée par le chef du gouvernement italien, Bettino Craxi. Furieux, De Benedetti porte l'affaire devant les tribunaux et accuse l'IRI de concussion. Le Président du Tribunal, Filippo Verde, rejette la plainte. Plus tard, il a été prouvé que le blocage de la vente et du procès furent orchestrés par Silvio Berlusconi et ses complices. En 2011, Berlusconi, reconnu coupable, a dû payer, en dommages et intérêts au groupe CIR, la somme de 560 millions d'€uros.

### Banco Ambrosiano
À la suite de la faillite du Banco Ambrosiano en 1982 et de la mort de son président, Roberto Calvi, retrouvé pendu après moult vicissitudes à Londres, en avril 1992, Carlo De Benedetti a été condamné, avec 32 autres personnalités, à six ans et quatre mois d’emprisonnement pour banqueroute frauduleuse, condamnation confirmée en appel. Il a été prouvé qu'il a gagné 40 milliards de £ires de plus-values avant la faillite de la banque, qui reste l’un des plus gros scandales financiers internationaux, puisqu'il en était le vice-président en 1981, et que, possédant 2 % du capital, il les conserva durant 61 jours seulement. Le jugement a été annulé par la Cour suprême de cassation italienne.

### Opération Mains propres
En mai 1993, durant l'Opération Mains propres, Carlo De Benedetti est arrêté et avoue avoir versé, dans le passé, plus de 10 milliards de £ires à plusieurs partis politiques au pouvoir, en échange d'un appel d'offres préférentiel pour l'équipement informatique de la Poste Italiane. Or, cet équipement s'est avéré obsolète. L'affaire fut classée sans suite, du fait de prescription.

## Vie privée et positions
Il est père de trois enfants et cousin de Luca De Benedetti. Il a épousé, en secondes noces, Silvia Monti, actrice italienne des années 1960 et 70 et personnage de la jet-set. Il est un adversaire historique de Silvio Berlusconi (voir l'affaire SME). Carlo De Benedetti est, depuis toujours, lié au centre gauche.
Son fils, Rodolfo De Benedetti (en), né en 1961, est actuellement le Président du groupe CIR - Compagnie Industriali Riunite S.p.A. et du Gruppo Editoriale l'Espresso.